# Nicolaes Jonghelinck
Nicolaes Jonghelinck (* 1517; † 1570) war ein Kaufmann, Bankier (Steuerbeamter) und Kunstsammler in Antwerpen. Er ist bekannt als  Auftraggeber und Sammler der Werke von Pieter Bruegel dem Älteren und Frans Floris. Sein Bruder ist der Bildhauer Jacques Jonghelinck (1530–1606).

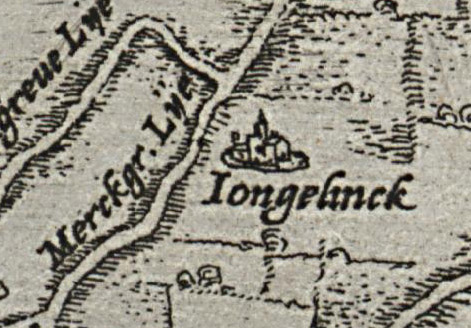
Iongelinck. Ausschnitt aus einem Plan der Umgebung Antwerpens (1582)

Aus einer Bürgschaft vom 15. Februar 1566, die er für seinen mit 16.000 Gulden verschuldeten Freund Daniel de Bruyne abschloss, ist bekannt, dass er im Besitz von sechzehn Bildern Bruegels war, darunter Der Turmbau zu Babel, Die Kreuztragung Christi und die Jahreszeitenbilder. Außerdem erscheint hier ein, heute nur noch in Stichen erhaltener, zehnteiliger Herkules-Zyklus von Frans Floris. Jonghelinck gehörte ein Landhaus vor den Toren Antwerpens, wo sich wohl auch seine Gemäldesammlung befand. Das Grundstück dafür wurde 1547 von seinem Bruder Jacques erworben, der auch das Landhaus baute und 1554 an Nicolaes verkaufte. Es ist noch auf einem Plan der Umgebung Antwerpens aus dem Jahr 1582 verzeichnet. Es wurde zusammen mit anderem Villenbauten bei der Belagerung Antwerpens 1584 zerstört.

## Schreibung des Namens
Der Name erscheint in der Literatur auch als Niclaes Jonghelinck und Nicolaas Jongelinck.